# Paradoxostoma gaini
Paradoxostoma gaini is een mosselkreeftjessoort uit de familie van de Paradoxostomatidae. De wetenschappelijke naam van de soort is voor het eerst geldig gepubliceerd in 1912 door Daday.